# Portogallo nell'età delle scoperte

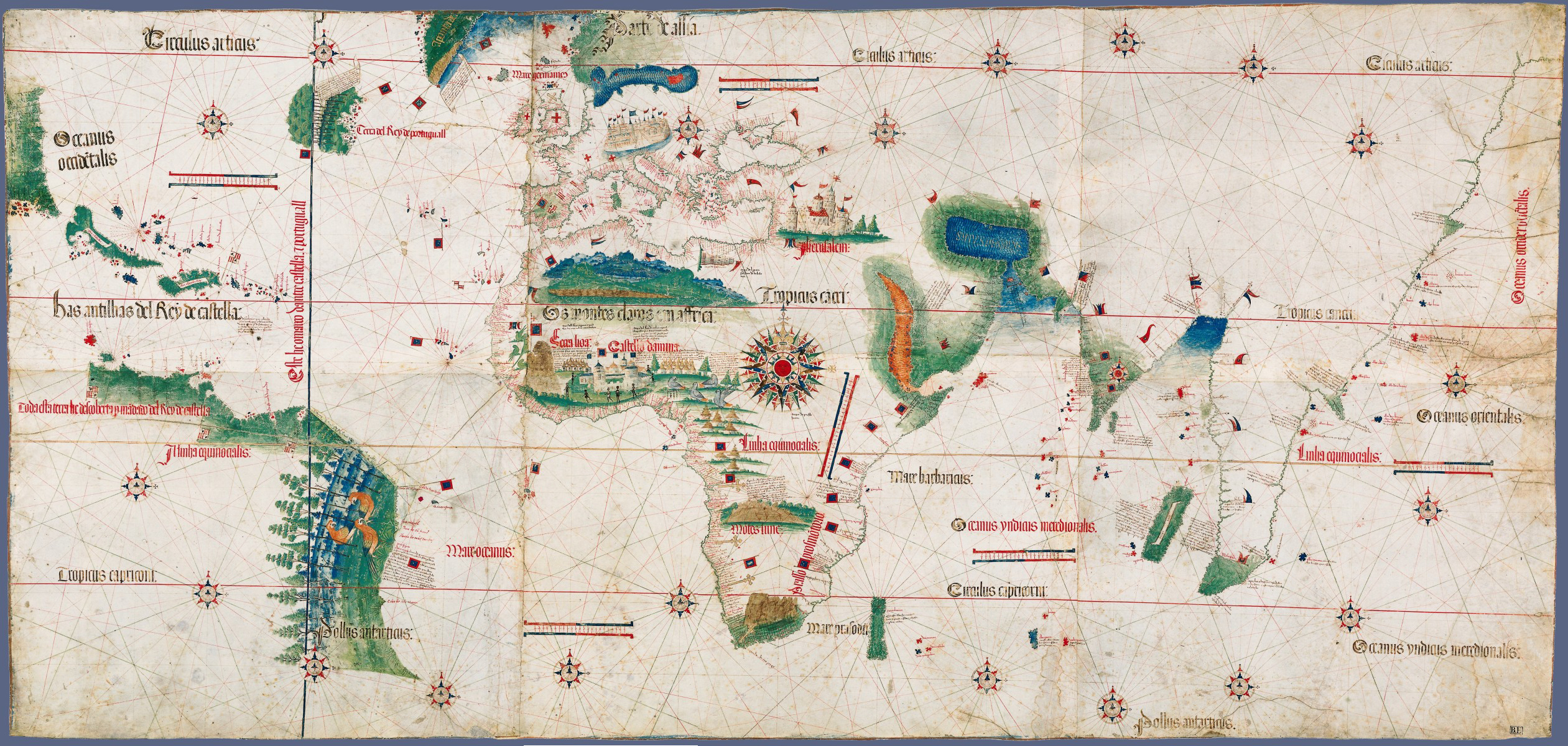
Il Planisfero di Cantino, opera d'un anonimo cartografo del 1502, mostra le conoscenze cartografiche raccolte dai portoghesi al principio del XVI secolo.

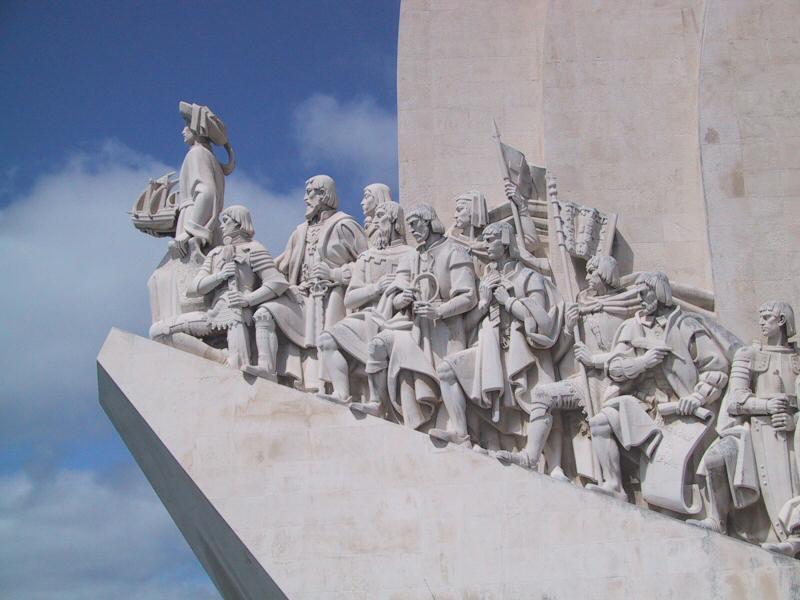
Il "Monumento alle scoperte" (pt. Padrão dos Descobrimentos) sulle rive del Tago (Lisbona), voluto dal dittatore António de Oliveira Salazar nel 1960.

Per Portogallo nell'era delle grandi scoperte s'intende il periodo della storia portoghese che, nel generale contesto della c.d. "Età delle scoperte" (XV e XVI secolo), vide militari, navigatori e sovrani lusitani sinergicamente coinvolti nell'esplorazione dell'Oceano Atlantico prima e poi dell'Oceano Indiano.
Inizialmente motivata da semplici interessi commerciali e dai risvolti dei rivolgimenti politici che interessarono la penisola iberica dal termine del XIV secolo (fine della Reconquista, unione delle corone di Castiglia e Aragona), questa spinta all'esplorazione fu poi animata da revanscismi crociati che non impedirono alla Corona del Portogallo di creare prima una talassocrazia e poi il primo impero coloniale europeo della storia.
I portoghesi furono infatti abili a strutturare una rete di avamposti disseminati lungo le rotte battute (spesso tracciate ex-novo) dai loro navigatori per soddisfare prima i loro bisogni commerciali e poi per garantire presenza politico-militare: la presenza lusitana in terra straniera cominciava con la costruzione di una feitoria (agenzia commerciale - la prima fondata nel 1445 sull'isola di Arguin al largo della Mauritania), ben presto difesa da un fortino (eventualmente una chiesa), da cui poi i locali agenti della Corona s'intromettevano negli affari indigeni sino all'eventuale occupazione territoriale.
Contestualmente a questa strutturazione politica, le esplorazioni portoghesi concorsero a dilatare enormemente la conoscenza e, soprattutto, la percezione del mondo da parte degli europei tardo-medievali.

Fondamentale fu il ruolo giocato dal Portogallo nella definizione di una rotta commerciale marittima che, dalle coste d'Africa, poteva raggiungere l'India passando per il Capo di Buona Speranza: impresa compiuto da Vasco da Gama nel biennio 1497-1498 (v.si Prima Armata d'India (Gama, 1497)) ma il cui felice esito era stato spianato nel secolo precedente dalla sistematica spinta verso sud dei vari capitani portoghesi che aveva strappato le coste africane dalle nebbie della leggenda: Gil Eanes, Diogo Cão, Bartolomeo Diaz, ecc. Il secondo grande traguardo, conseguito pochissimi anni dopo, fu la scoperta del Brasile per opera di Pedro Álvares Cabral (v.si Seconda Armata d'India (Cabral, 1500)) da dove gli esploratori lusitani partirono per esplorare e mappare tutta l'America meridionale.

## Storia

### Contesto
Come popolo più occidentale d'Europa, i portoghesi furono i principali esploratori durante il Medioevo. Le coste molto sviluppate sull'Oceano Atlantico ed i porti situati sulle coste e lungo i fiumi che si riversavano in esso fecero sì che il paese si trovasse ad avere una grande marineria. Poiché lo sviluppo dei commerci via terra era molto difficile per l'interposizione dei regni di Castiglia e Aragona, spesso ostili, fu naturale sviluppare i commerci marittimi. Iniziarono quindi a commerciare con l'Inghilterra, le Fiandre e le città della Lega anseatica. L'intera storia del popolo portoghese fu sempre ispirata al desiderio di nuove conquiste da parte dei suoi regnanti, subito dopo aver terminato la Reconquista contro i Mori. In nessun altro popolo europeo, nel Tardo Medioevo, era così profondamente insito l'antico spirito delle crociate: la guerra contro l'islam era per i portoghesi ormai un naturale destino oltre che un dovere come cristiani. L'economia portoghese comunque beneficiò del commercio con alcuni stati islamici confinanti. Il fatto di essere pagati in valuta sia nelle città sia nelle campagne creò prosperità nel popolo portoghese. L'agricoltura venne diversificata importando il grano dal Marocco e trasformando le vecchie colture di frumento in più remunerativi vigneti ed oliveti e fabbriche di zucchero nell'Algarve. Inoltre i buoni rapporti con alcuni regni islamici fecero sì che molti matematici e scienziati arabi si trasferissero in Portogallo venendo così a creare dei centri scientifici di grande importanza. Il governo portoghese sfruttò questa situazione per creare dei centri di ricerca che divennero una fucina di sviluppo delle tecnologie navali.

### Origini

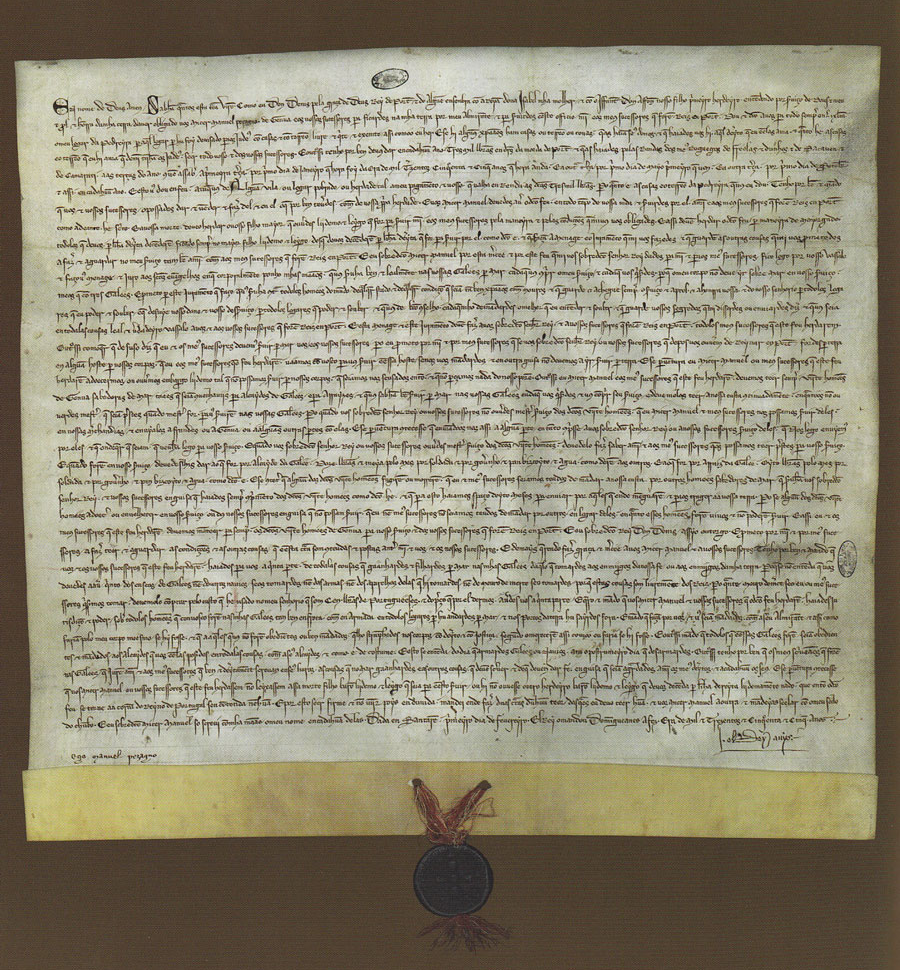
Il contratto tra re Dionigi del Portogallo e il genovese Emanuele Pessagno.

Nel 1139 il Regno del Portogallo ottenne l'indipendenza dal Regno di León, dopo aver raddoppiato la sua area con la Reconquista sotto Alfonso-Enrico. Entro il 1249, Alfonso III del Portogallo conquistò il prospero regno dell'Algarve, mettendo così le mani sulle sue preziose risorse agricole e terminando de facto la Reconquista portoghese. Nel 1255, Lisbona divenne capitale del regno. Nel 1297, il re Dionigi del Portogallo si interessò personalmente dell'esportazione della produzione eccedente verso altri paesi europei. Il 10 maggio 1293, Dionigi istituì un fondo di assicurazione marittima per i commercianti portoghesi residenti nella Contea delle Fiandre che dovevano pagare determinate somme in base al tonnellaggio, maturato loro quando necessario. Vino e frutta secca dell'Algarve venivano venduti nelle Fiandre e in Inghilterra, il sale di Setúbal e Aveiro era un'esportazione redditizia verso il nord Europa, e venivano esportati anche cuoio e kermes, una tintura scarlatta. Il Portogallo importava armature e munizioni, bei vestiti e diversi manufatti dalle Fiandre e dall'Italia.
Nel 1317 Re Dionigi si accordò con il marinaio genovese Emanuele Pessagno (pt. Pessanha), nominandolo primo ammiraglio con privilegi commerciali con la patria in cambio di venti navi da guerra ed equipaggi, con l'obiettivo di difendere il paese dalle incursioni dei pirati musulmani, ponendo così la base per la marina portoghese e l'istituzione di una comunità mercantile genovese in Portogallo. Costretta a ridurre le proprie attività nel Mar Nero, la Repubblica di Genova si era rivolta al commercio nordafricano di grano e olio d'oliva (valutato anche come fonte di energia) e alla ricerca dell'oro, navigando anche nei porti di Bruges (Fiandre) e Inghilterra. In Portogallo si stabilirono comunità genovesi e fiorentine, che beneficiarono dell'intraprendenza e dell'esperienza finanziaria di questi rivali della Repubblica di Venezia.
Nella seconda metà del Trecento le epidemie di peste bubbonica determinarono un forte spopolamento: l'economia era estremamente localizzata in pochi centri abitati, e le migrazioni dalle campagne portarono all'abbandono dei terreni agricoli, con conseguente aumento della disoccupazione rurale. Solo il mare offriva alternative e la maggior parte della popolazione si stabilì nelle zone di pesca e di commercio lungo la costa. Tra il 1325 e il 1357, Alfonso IV del Portogallo concesse finanziamenti pubblici per costituire una vera e propria flotta commerciale e ordinò le prime esplorazioni marittime, con l'aiuto dei genovesi, al comando dell'ammiraglio Pessagno. Nel 1341 le Isole Canarie, già note ai marinai genovesi, furono ufficialmente scoperte sotto il patrocinio del re portoghese ma nel 1344 la Castiglia ne contese la proprietà, spingendo ulteriormente gli sforzi della marina portoghese.
La spinta definitiva venne innescata dal passaggio della corona portoghese dalla casa di Borgogna alla casa d'Aviz dopo la Crisi del 1383-1385 seguita alla morte di Ferdinando I del Portogallo. Re Giovanni I del Portogallo (regno 1385-1433) si trovò presto invischiato in una lunga guerra con la Castiglia che sottrasse un gran numero di uomini alle consuete occupazioni "civili", abituandoli al combattimento e al saccheggio. Finita la guerra (operativamente nel 1402 ma formalmente solo nel 1411), per tenere occupate queste masse di sbandati ed, al tempo, frenare la pirateria e continuare la crociata contro i musulmani, Giovanni iniziò ad intraprendere spedizioni oltremare.

### Esplorazione dell'Atlantico
Nel 1415 i soldati di Re Giovanni occuparono Ceuta per controllare la navigazione lungo la costa africana oltre che di espandere il cristianesimo con l'aiuto dell'antipapa Giovanni XXIII, sfogando inoltre le velleità guerriere della nobiltà ormai priva dello sfogo della Reconquista in patria. L'Infante Enrico il Navigatore (1394-1460) si guadagnò il cavalierato durante la battaglia e comprese le possibilità di profitto nelle rotte commerciali sahariane. Gran Maestro del ricco Ordine del Cristo (erede lusitano dell'Ordine dei Templari) dal 1420 e detentore di preziosi monopoli sulle risorse dell'Algarve, fondò una scuola di navigazione a Sagres e investì nella sponsorizzazione di viaggi lungo la costa della Mauritania, riunendo un gruppo di mercanti, armatori, parti interessate e sponsor interessati alle rotte marittime, assumendo il ruolo principale nell'incoraggiare l'esplorazione marittima portoghese fino alla sua morte nel 1460. Più tardi suo fratello, il principe Pietro d'Aviz, gli concesse il monopolio reale di tutti i profitti del commercio all'interno delle aree scoperte.
Nel 1419, due dei capitani di Enrico, João Gonçalves Zarco e Tristão Vaz Teixeira furono spinti da una tempesta a Madera, un'isola disabitata al largo della costa africana che probabilmente era nota agli europei fin dal XIV secolo. Nel 1420 Zarco e Teixeira vi tornarono con Bartolomeu Perestrelo e iniziarono l'insediamento portoghese delle isole. Un tentativo portoghese di catturare Gran Canaria, parzialmente colonizzata dagli spagnoli nel 1402, non ebbe successo e incontrò le proteste della Castiglia. Sebbene i dettagli esatti siano incerti, le prove cartografiche suggeriscono che le Azzorre furono probabilmente scoperte nel 1427 da navi portoghesi che operavano sotto la direzione di Enrico e colonizzate nel 1432: i portoghesi erano già in grado di navigare ad almeno 745 miglia (1.200 km) dalla loro costa! Nelle isole appena colonizzate, come in Algarve, furono coltivati, sempre dai genovesi, il grano prima e poi la canna da zucchero, diventando attività redditizie. La spinta all'esplorazione marittima fu contestualmente incentivata dai rovesci della guerra di terra in Africa. Enrico il Navigatore era infatti riuscito a difendere Ceuta dai Mori nel 1418 ma in una spedizione contro Tangeri, intrapresa da suo fratello Edoardo del Portogallo (regno 1433-1438) nel 1436, i portoghesi vennero sconfitti e poterono scampare alla distruzione cedendo in ostaggio Ferdinando d'Aviz (1402–1443) il giovane fratello del Re e di Enrico, poi chiamato il Costante per la forza dimostrata nella sua prigionia: morì nel 1443 a Fès in Marocco rifiutando che si pagasse un riscatto per la sua liberazione.
Più o meno nello stesso periodo del fallito attacco alle Isole Canarie, gli uomini del Navigatore iniziarono ad esplorare la costa nordafricana. I marinai temevano ciò che si trovava al di là di Capo Bojador e non sapevano se fosse possibile tornare indietro una volta superato. Enrico voleva invece sapere fino a che punto si estendevano i territori musulmani in Africa e se era possibile raggiungere l'Asia via mare, sia per raggiungere la fonte del lucroso commercio delle spezie, sia forse per unire le forze con il regno cristiano da tempo perduto del Prete Gianni che si diceva esistesse da qualche parte nelle "Indie". Nel 1434, uno dei capitani di Enrico, Gil Eanes, doppiò Capo Bojador, sfatandone il mito. Pochi mesi dopo, il primo gruppo di schiavi neri venne portato a Lisbona ed il commercio degli schiavi divenne presto l'affare più importante del Portogallo. Una volta superata la barriera psicologica di Capo Bojador, fu più facile sondare ulteriormente lungo la costa. Entro due decenni di esplorazione, le navi portoghesi avevano aggirato il Sahara. L'esplorazione verso ovest continuò nello stesso periodo: Diogo de Silves scoprì l'isola di Santa Maria (Azzorre) nel 1427 e negli anni successivi i marinai portoghesi scoprirono e si stabilirono nel resto dell'arcipelago.
In madrepatria, nel frattempo, la Corona era pressata dalla nobiltà. Morto Edoardo poco dopo i fatti di Tangeri, gli successe il figlio minorenne Alfonso V del Portogallo (regno 1438-1481) su cui però si trovò a dover badare lo zio Giovanni d'Aviz, connestabile del regno. Morto Giovanni, fu un altro fratello, Pietro d'Aviz, a caricarsi dell'onere della reggenza nel 1440. Fu appunto Pietro a concedere ad Enrico il Navigatore il monopolio della navigazione, della guerra e del commercio nelle terre a sud di Capo Bojador nel 1443, monopolio poi ratificato dalle bolle papali Dum Diversas (1452) e Romanus Pontifex (1455) che concedevano al Portogallo un monopolio commerciale per i paesi appena scoperti, ponendo le basi per la creazione dell'impero portoghese. La mossa di Pietro fu forse motivata dalla volontà di garantirsi l'appoggio di Enrico contro il loro intrigante fratellastro, Alfonso I di Braganza, che in capo a pochi anni divenne il più fidato consigliere di re Alfonso che nel 1446 si emancipò dalla reggenza e prese a governare da sé. Le tensioni in seno alla famiglia reale sfociarono in una guerra civile nel 1449 nella quale Pietro d'Aviz perì e fu sconfitto.
Enrico restò relativamente estraneo al conflitto tra i fratelli, concentrandosi sulle esplorazioni ora accelerate dall'introduzione, stimata alla metà del XV secolo, della caravella, una nave molto più maneggevole di quelle disponibili in Europa all'epoca. Forti di questa miglioria tecnologica, i navigatori portoghesi raggiunsero latitudini sempre più meridionali, avanzando a una velocità media di un grado all'anno. Il Senegal venne raggiunto nel 1445 assieme a Capo Verde e sempre in quell'anno fu fondato il primo avamposto commerciale (feitoria) sull'isola di Arguin al largo della costa della Mauritania, per attirare commercianti musulmani e monopolizzare gli affari nelle rotte percorse nel Nord Africa, dando inizio alla catena di feitoria portoghesi lungo la costa. Nel 1446, Álvaro Fernandes si spinse quasi fino alla Sierra Leone. A partire dal 1450, re Alfonso V iniziò a sponsorizzare le imprese dello zio. In quel tempo, Alvise Da Mosto raggiunse il fiume Gambia (Senegal) e poi (1455-1456) scoprì, probabilmente avvistò, le prime cinque isole dell'arcipelago di Capo Verde, poi raggiunte ed esplorate da Antonio da Noli. Nel 1459 un geografo, cartografo e monaco camaldolese veneziano, Fra Mauro, realizzò per il re del Portogallo un planisfero del vecchio Mondo, oggi andato perduto. Nel 1460, la costa africana era stata esplorata fino al Golfo di Guinea (attuale Sierra Leone).

#### Esplorazioni dopo Enrico il Navigatore

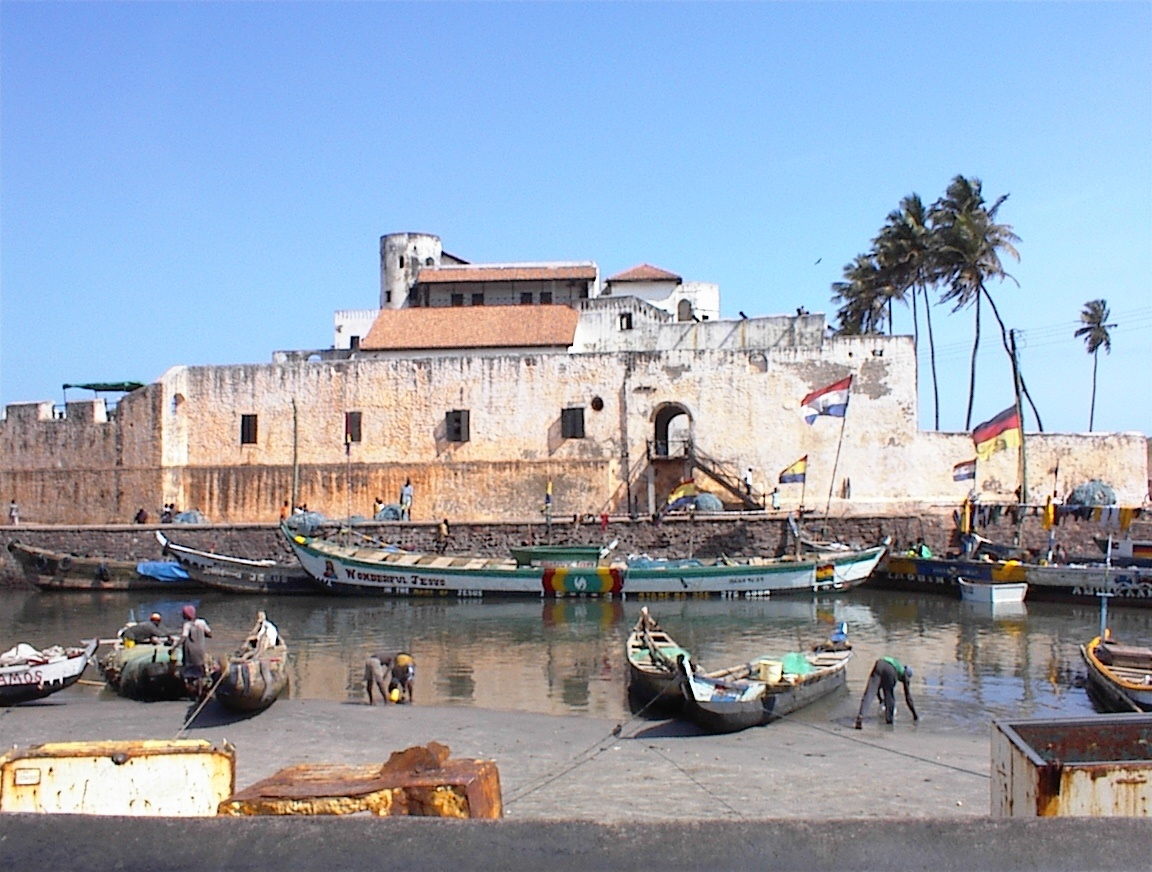
Il Castello di Elmina (pt. Castelo de São Jorge da Mina) è uno dei circa trenta "castelli degli schiavi" o grandi fortezze commerciali costruite sulla Costa d'Oro dell'Africa occidentale (oggi Ghana), lungo il Golfo di Guinea, dai commercianti europei. Fatta erigere da Giovanni II del Portogallo nel 1482, è il più antico edificio europeo dell'Africa subsahariana.

A seguito dei primi magri ritorni delle esplorazioni africane, nel 1469 il Re Alfonso, ora detto "l'Africano", concesse il monopolio del commercio in una parte del Golfo di Guinea a Fernão Gomes al costo di 200.000 real l'anno e a patto che esplorasse 100 leghe (480 km) di costa ogni anno per cinque anni. Gomes impiegò gli esploratori João de Santarém, Pedro Escobar, Lopo Gonçalves, Fernão do Pó e Pedro da Sintra, andando ben oltre quanto richiestogli. Sotto il suo patrocinio, gli esploratori portoghesi attraversarono l'Equatore entrando nell'emisfero australe e trovarono le isole del Golfo di Guinea, tra cui São Tomé e Príncipe.
Nel 1471, gli esploratori di Gomes raggiunsero Elmina sulla Costa dell'Oro (attuale Ghana) e scoprirono un fiorente commercio d'oro via terra tra i nativi e i commercianti arabi e berberi. Gomes stabilì lì il proprio avamposto commerciale che divenne noto come "A Mina" (it. "La miniera"). Il commercio tra Elmina e il Portogallo crebbe nel decennio successivo.
In madrepatria, nel frattempo, le scelte avventate d'espansionismo iberico di Alfonso V non furono coronate da altrettanto successo. Il Portogallo scatenò la Guerra di successione castigliana (1475-1479) e ne uscì sconfitto. L'erede e successore di Alfonso, Giovanni II (regno 1481-1495) si trovò così con un regno da riorganizzare e, dopo aver ristabilito l'alleanza con la Castiglia e l'amicizia con l'Inghilterra, vide nelle esplorazioni la possibilità di ammassare le risorse necessarie per piegare la nobiltà. Nel 1481, poco dopo l'incoronazione, Re Giovanni fece costruire il forte di São Jorge da Mina (Castello di Elmina) e una feitoria per proteggere il commercio dell'oro ghanese che fu presto assorbito come monopolio reale e garantì a Giovanni II i fondi necessari per finanziare buona parte delle successive scoperte sul suolo africano. Con il rinnovato patrocinio regio, nel 1482 Diogo Cão scoprì la foce del fiume Congo e nel 1486 raggiunse Cape Cross (attuale Namibia), presso il Tropico del Capricorno. Ormai ricco e sicuro del suo potere (i nobili più riottosi erano stati fatti giustiziare nel biennio 1483-1484) Giovanni "il Perfetto", come volle essere chiamato, continuò nel solco tracciato, investendo nelle esplorazioni per arricchire la Corona.
Nel 1488, Bartolomeo Diaz doppiò il Capo di Buona Speranza, sulla punta meridionale dell'Africa, smentendo l'idea esistente dai tempi di Claudio Tolomeo secondo cui l'Oceano Indiano era separato dall'Atlantico. Diaz non si spinse fino alle Indie; giunse fino all'altezza dell'odierna Port Elizabeth e poi tornò indietro. Sempre in questo periodo, Pêro da Covilhã raggiunse l'India via terra, traversando l'Egitto e lo Yemen e visitando il Madagascar; raccomandò comunque l'esplorazione della rotta meridionale.
Mentre i portoghesi esploravano le coste dell'Africa, lasciarono una serie di padrão (lett. "cippo", "pietra di demarcazione"), croci di pietra incise con lo stemma portoghese che contrassegnava le loro rivendicazioni, e costruirono forti e feitoria dalle quali i portoghesi massimizzarono i profitti del commercio di schiavi e dell'oro. Nel frattempo la colonizzazione progrediva nelle Azzorre ed a Madera, dove veniva prodotto zucchero e vino.
Un altro vettore di scoperte fu la rotta verso ovest lungo la quale scoprirono il Mar dei Sargassi e probabilmente raggiunsero la Nuova Scozia prima del 1492. A Madera, con l'aiuto dei genovesi, intraprese la produzione di una pregiata varietà di vino dolce e liquoroso.

#### Il trattato di Tordesillas (1494) e la spartizione del mondo

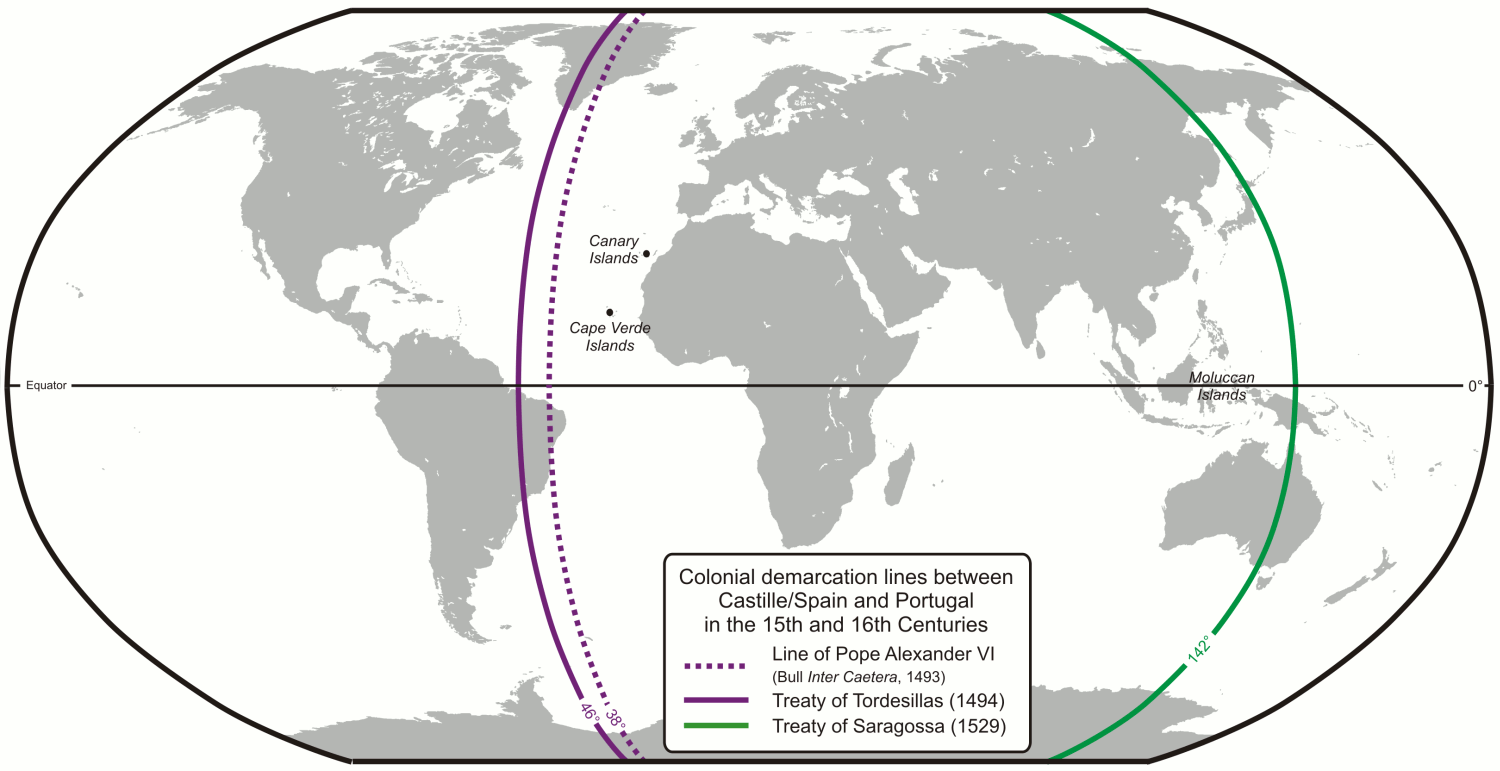
Suddivisione del mondo tra Castiglia e Portogallo a seguito del Trattato di Tordesillas

Dopo il 1492 la scoperta delle Indie Occidentali da parte di Cristoforo Colombo rese necessario ridiscutere le sfere di influenza oceaniche di Spagna e Portogallo ch'erano già state sommariamente distinte nel Trattato di Alcáçovas (1479) che aveva chiuso la guerra di successione castigliana. Il nuovo accordo, frutto di una mediazione diplomatica ad hoc, fu il celebre Trattato di Tordesillas, firmato il 7 giugno 1494, che modificava le delimitazioni autorizzate da Papa Alessandro VI con la bolla Inter Caetera del 4 maggio 1493. Il trattato dava al Portogallo tutte le terre che potevano essere scoperte a est di una linea retta che collegava il Polo artico al Polo antartico ad una distanza di 370 leghe ad ovest di Capo Verde. La Spagna riceveva le terre scoperte ad ovest di questa linea. Le difficoltà di misurazione erano però notevoli causa l'impossibilità di misurare correttamente la longitudine e la linea di demarcazione non poté essere determinata correttamente, sottoponendo il trattato a diverse interpretazioni sino al 1777. Su questo si basarono le rivendicazioni portoghesi sul Brasile e quelle spagnole sulle Molucche (v. seguito).
La redazione del trattato richiese nove anni di negoziati tra Portogallo e Spagna, in buona parte prolungati proprio dai lusitani. Si ritiene oggi si sia trattato di un rallentamento volontario, volto a permettere ai portoghesi di massimizzare il successo del viaggio di Bartolomeo Diaz oltre il Capo di Buona Speranza con spedizione tenute segrete ai concorrenti.
Il Trattato di Tordesillas fu molto importante per i portoghesi quale riconoscimento del prestigio da loro acquisito. Questo prestigio venne ingigantito quando, al volgere del secolo, Vasco da Gama raggiunse l'India.

#### La rotta per l'India e per il Brasile

La rotta seguita da Vasco da Gama nel primo viaggio verso l'India (1497–1499).

Morto Giovanni II, gli succedette il nipote Manuele I del Portogallo (regno 1495-1521) "il Grande" o "il Fortunato", che continuò a promuovere le esplorazioni prima come vettore di arricchimento personale e poi con l'intento di colonizzare l'Africa "alle spalle" dell'Islam per portare la promuovere la "guerra santa" in Terrasanta da sud.
La flotta di Vasco da Gama, quattro navi e 170 uomini d'equipaggio, lasciò il Portogallo l'8 luglio 1497. Doppiò il Capo e proseguì lungo la costa dell'Africa orientale fino a Malindi dove prese a bordo un pilota arabo che lo guidò attraverso l'Oceano Indiano fino a Calicut, sulla costa del Malabar (India) nel maggio 1498. Dopo alcuni conflitti, Gama ricevette una lettera ambigua per il commercio dallo Zamorin di Calicut, lasciando lì alcuni uomini per stabilire una feitoria.
Il viaggio di Vasco da Gama a Calicut fu il punto di partenza per il dispiegamento di feitoria lungo la costa orientale dell'Africa e nell'Oceano Indiano. Poco dopo fu istituita a Lisbona la Casa da Índia per amministrare il monopolio reale della navigazione e del commercio. L'esplorazione perse presto il sostegno privato e si svolse sotto il patrocinio esclusivo della Corona portoghese.
Il secondo viaggio in India fu effettuato nel 1500 al comando di Pedro Álvares Cabral. Mentre seguiva la stessa rotta sud-occidentale attraverso l'Oceano Atlantico come Gama per sfruttare i venti più favorevoli, Cabral approdò sulla costa brasiliana. Questa fu probabilmente una scoperta accidentale ma è stato ipotizzato che i portoghesi sapessero segretamente dell'esistenza del Brasile e che si trovasse dalla loro parte della linea di Tordesillas. Cabral raccomandò al re portoghese che la terra fosse esplorata e due viaggi successivi furono inviati nel 1501 e nel 1503. La terra fu trovata abbondante in pau-brasil da cui in seguito ereditò il suo nome, ma l'incapacità di trovare oro o argento significò che per il momento gli sforzi portoghesi si concentrarono sull'India.

#### Colonizzazione del Brasile

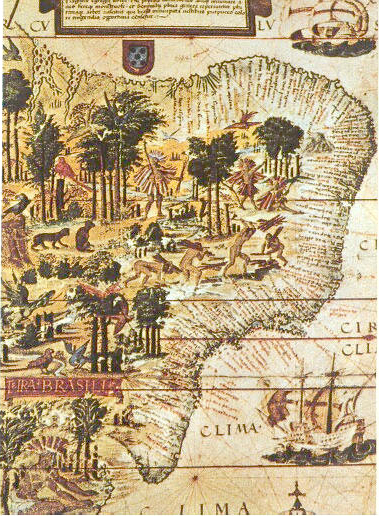
Antica mappa del Brasile stampata dai portoghesi nel 1519.

Nel 1530, Re Giovanni III (regno 1521-1557) avviò la colonizzazione del Brasile impostandola su di un sistema di 15 "capitani ereditari" (pt. capitanias hereditárias) che venivano dati a chiunque volesse amministrarli ed esplorarli, per superare la necessità di difendere il territorio. Una spedizione al comando di Gonçalo Coelho nel 1503 aveva infatti trovato dei francesi che facevano incursioni nel territorio brasiliano. Nello stesso anno, una spedizione comandata da Martim Afonso de Sousa fu inviata a pattugliare l'intera costa brasiliana, scacciare eventuali intrusi francesi e creare le prime città coloniali: São Vicente sulla costa e São Paulo vicino al bordo dell'altopiano interno (planalto) ed alla Serra do Mar. Dei 15 capitani originari, solo due, Pernambuco e São Vicente, prosperarono. Con la colonizzazione, giunse l'industria della canna da zucchero le cui intense richieste di manodopera furono soddisfatte prima con i nativi americani, pratica abbandonata anche sia a causa dell'alta mortalità degli indios dovuta a malattie, come il vaiolo, importate dai conquistatori europei sia per l'intervento papalino tramite la bolla Veritas Ipsa che minacciava la scomunica per chi li schiavizzava, e con gli schiavi africani poi.
Fallite le capitanerie, Giovanni III inviò truppe per avviare una colonizzazione massiccia. Nel 1549 Tomé de Sousa stabilì il governo centrale nella colonia a Salvador, ristrutturò le capitanerie e (1551) organizzò la prima diocesi. Il secondo governatore, Duarte da Costa (1553-1557), avviò la guerra con gli indios. Il terzo governatore, Mem de Sá (1557-1573), sconfisse gli indios e con l'aiuto dei missionari gesuiti scacciò i calvinisti francesi che avevano fondato una colonia, Francia antartica, presso il territorio di Rio de Janeiro ove suo nipote, Estácio de Sá, fondò la celebre città nel 1565.
Dopo il 1640, i governatori del Brasile iniziarono a usare il titolo di viceré. Il Brasile diventò ufficialmente un vicereame intorno al 1763, quando la capitale dello stato del Brasile venne trasferita a Rio de Janeiro. Nel 1775 tutti gli stati del Brasile (Brasile, Maranhão e Grão-Pará) vennero unificati sotto il governo di Rio de Janeiro.

### Esplorazione dell'Oceano Indiano
L'obiettivo del Portogallo nell'Oceano Indiano era quello di garantire il monopolio del commercio delle spezie. Approfittando delle rivalità che opponevano gli indù ai musulmani, i portoghesi stabilirono diversi forti e avamposti commerciali tra il 1500 e il 1510. Nell'Africa orientale, i piccoli stati islamici lungo la costa del Mozambico, Kilwa, Brava, Sofala e Mombasa furono distrutti o divennero sudditi o alleati del Portogallo. Pêro da Covilhã aveva raggiunto l'Etiopia, viaggiando segretamente via terra, già nel 1490 e una missione diplomatica raggiunse il sovrano di quella nazione il 19 ottobre 1520.
Nel 1500, la seconda Armada d'India (che approdò anche in Brasile) esplorò la costa dell'Africa orientale, dove Diogo Dias scoprì l'isola che chiamò San Lorenzo, in seguito conosciuta come Madagascar. Questa flotta, comandata da Pedro Álvares Cabral, arrivò a Calicut a settembre, dove fu firmato il primo accordo commerciale in India. Per un breve periodo vi fu installata una feitoria ma il 16 dicembre fu attaccata dai musulmani e molti portoghesi, tra cui Pêro Vaz de Caminha, morirono. Dopo aver bombardato Calicut come rappresaglia, Cabral allacciò contatti con Kochi, città-stato rivale di Calicut. Approfittando della rivalità tra il Maharaja di Kochi e lo Zamorin di Calicut, i portoghesi furono ben accolti e visti come alleati, ottenendo il permesso d'erigere un forte (Fort Manuel) e una feitoria che fu il primo insediamento europeo in India. Lì nel 1503 fu eretta la Chiesa di San Francesco. Nel 1502, la quarta Armada d'India di Vasco da Gama prese l'isola di Kilwa sulla costa della Tanzania, dove nel 1505 fu costruito il primo forte portoghese dell'Africa orientale per proteggere le navi che navigavano nel commercio con l'India orientale.
Nel 1505 re Manuele I del Portogallo nominò Francisco de Almeida primo viceré dell'India portoghese per un periodo di tre anni, dando inizio al governo portoghese d'India con sede a Kochi. Quell'anno l'Armada portoghese conquistò Kannur ove fondarono Forte Sant'Angelo. Il figlio del viceré, Lourenço de Almeida, arrivò a Ceylon (attuale Sri Lanka), dove scoprì la fonte della cannella. Trovandola divisa in sette regni rivali, stabilì un patto di difesa con il regno di Kotte ed estese il controllo nelle zone costiere, dove nel 1517 fu fondata la fortezza di Colombo.

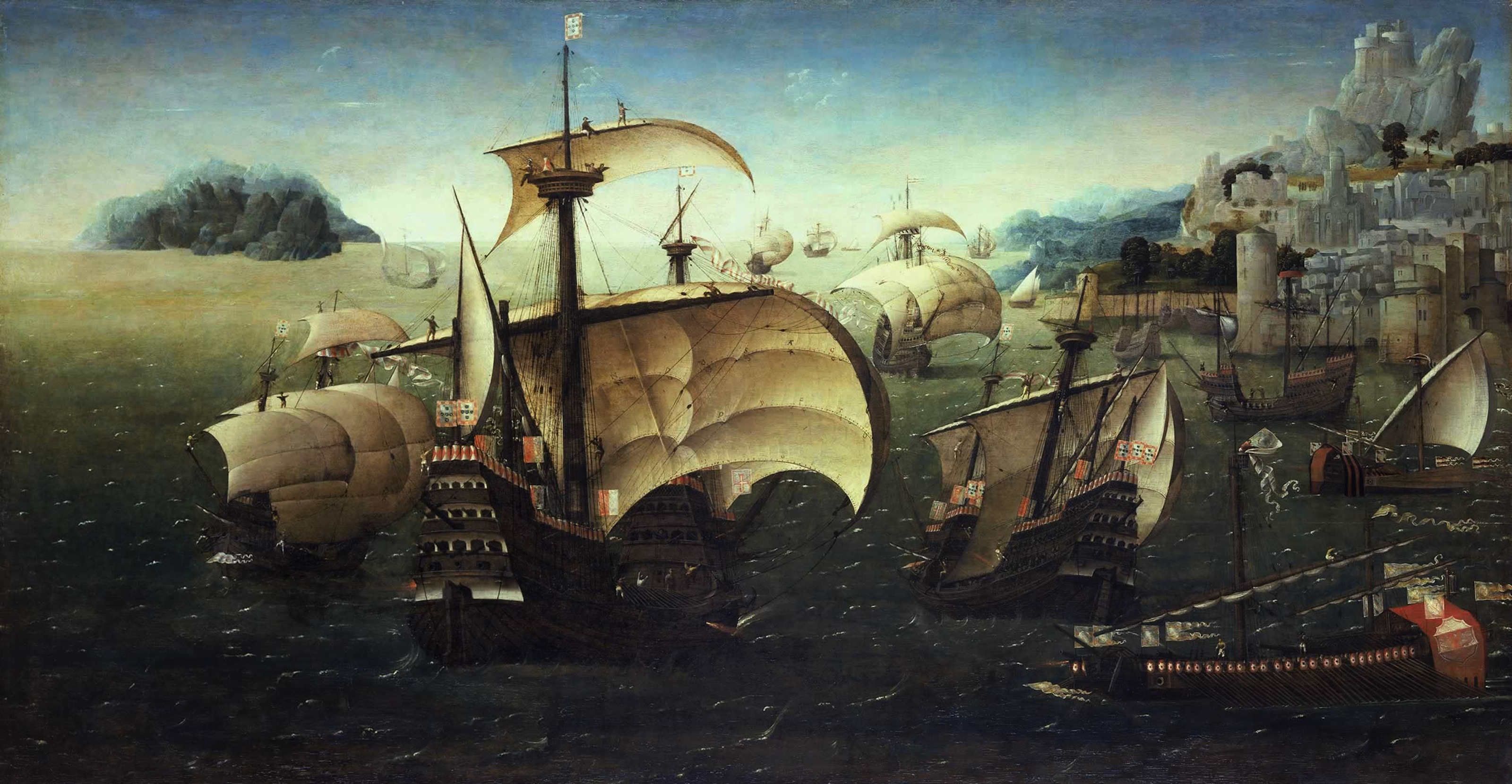
La caracca Santa Catarina do Monte Sinai, costruita a Kochi nel 1520, ed altre navi portoghesi.

Nel 1506, una flotta portoghese al comando di Tristão da Cunha e Alfonso de Albuquerque, conquistò Socotra all'ingresso del Mar Rosso e Mascate nel 1507, non essendo riuscita a conquistare Hormuz, seguendo una strategia volta a chiudere quegli ingressi nell'Oceano Indiano. Nello stesso anno furono costruite fortezze a Mozambico e Mombasa, sulla costa del Kenya. Il Madagascar fu parzialmente esplorato da Cunha e nello stesso anno furono scoperte le Mauritius.
Nel 1509, i portoghesi vinsero la battaglia di Diu contro le forze combinate del sultano ottomano Bayezid II, del sultano degli Agiuran, del sultano mamelucco del Cairo, dello Zamorin, della Repubblica di Venezia e della Repubblica ragusana (Dubrovnik). La vittoria portoghese fu fondamentale per il controllo dell'Oceano Indiano: i turchi e gli egiziani ritirarono le loro flotte dall'India, lasciando i mari ai portoghesi che stabilirono un dominio commerciale che durò quasi un secolo, aiutando notevolmente la crescita dell'impero portoghese, e fu il primo dominio coloniale europeo in Asia!
Sotto il governo di Albuquerque, Goa fu presa dal sultanato di Bijapur nel 1510 con l'aiuto del corsaro indù Timoji. Ambito per essere il miglior porto della regione, principalmente per il commercio di cavalli arabi per i sultanati del Deccan, divenne la nuova sede indiana dei portoghesi dopo l'iniziale soggiorno a Kochi. Nonostante i continui attacchi, Goa divenne sede del governo portoghese, l'Estado da India (it. "Stato dell'India"), con la condiscendenza dei regni vicini: Gujarat e Calicut inviarono ambasciate, offrendo alleanze e concessioni. Albuquerque avviò quell'anno a Goa la prima zecca portoghese in India, cogliendo l'occasione per annunciare il traguardo raggiunto.

#### Spedizioni nel Sud-Est Asiatico e Trattato di Saragozza (1529)
Nell'aprile del 1511, Alfonso de Albuquerque salpò per Malacca (Malesia), il punto orientale più importante della rete commerciale, dove i malesi incontrarono commercianti gujarati, cinesi, giapponesi, giavanesi, bengalesi, persiani e arabi, descritti da Tomé Pires quanto inestimabile. Il porto di Malacca divenne quindi la base strategica per l'espansione commerciale portoghese verso la Cina e il Sud-est asiatico, sotto la supervisione del dominio portoghese in India con capitale a Goa. A difesa della città fu eretto un forte fortilizio, detto "A Famosa", di cui rimane ancora oggi una delle sue porte. Venuto a conoscenza delle ambizioni siamesi su Malacca, Albuquerque inviò immediatamente Duarte Fernandes in missione diplomatica nel regno del Siam (odierna Thailandia), dove fu il primo europeo ad arrivare, stabilendo relazioni amichevoli tra i due regni. Nel novembre di quell'anno, conoscendo la posizione delle cosiddette "Isole delle Spezie" nelle Molucche, Albuquerque inviò una spedizione per trovarle. Guidata da António de Abreu, la spedizione arrivò all'inizio del 1512. Abreu passò da Ambon, mentre il suo vice comandante Francisco Serrão avanzò a Ternate, dove fu consentita l'erigenda di un fortino portoghese. Nello stesso anno, in Indonesia, i portoghesi presero Makassar, raggiungendo Timor Est nel 1514. Partendo da Malacca, Jorge Álvares giunse nel sud della Cina nel 1513. A questa prima visita seguì l'arrivo dei portoghesi a Canton, dove si stabilirono rapporti commerciali con il Celeste Impero. In seguito sarebbe stata fondata una feitoria a Macao.
Nel 1515, Albuquerque riuscì a conquistare Hormuz, facendone uno stato-vassallo. Aden, tuttavia, resistette sia ad Albuquerque sia al suo successore, Lopo Soares de Albergaria, nel 1516. Il Bahrein fu conquistato nel 1521, quando una forza guidata da António Correia sconfisse il re di Jabrid, Muqrin ibn Zamil. Con una serie mutevole di alleanze, i portoghesi dominarono gran parte del Golfo Persico meridionale per i successivi cent'anni. Mozambico, ora porto strategico sulla rotta tra Lisbona e Goa, fu irrobustito con un forte, São Sebastião, e un ospedale. Nelle Azzorre, l'Armada delle Isole proteggeva le navi dalle Indie in rotta verso Lisbona.
Nel 1525, dopo la spedizione di Fernão de Magalhães (1519-1522), la Spagna di Carlo V inviò una spedizione per colonizzare le isole Molucche, sostenendo che erano nella sua zona di pertinenza del Trattato di Tordesillas che non poneva limiti ad Oriente. Guidata da García Jofre de Loaísa, la spedizione raggiunse le Molucche, attraccando a Tidore. Il conflitto con i portoghesi già stabilito nella vicina Ternate era inevitabile, iniziando quasi un decennio di schermaglie. Un accordo fu raggiunto solo con il Trattato di Saragozza (1529), che diede le Molucche al Portogallo e le Filippine alla Spagna.
Nel 1534 il Gujarat fu occupato dai Moghul e il Sultano Bahadur Shah del Gujarat fu costretto a firmare il Trattato di Bassein (1534) con i portoghesi, stabilendo un'alleanza per riconquistare il paese, dando in cambio Daman, Diu, Mumbai e Bassein. Nel 1538 la fortezza di Diu fu nuovamente circondata da navi ottomane. Un altro assedio fallì nel 1547, ponendo fine alle ambizioni ottomane e confermando l'egemonia portoghese.
Nel 1542 il missionario Francesco Saverio, cofondatore insieme a Ignazio di Loyola dell'Ordine dei gesuiti, arrivò a Goa al servizio del Re Giovanni III con incarico di una nunziatura apostolica. Nel 1543 Francisco Zeimoto, António Mota e altri arrivarono per la prima volta in Giappone. Secondo Fernão Mendes Pinto, che sostenne d'aver partecipato al viaggio, sbarcarono a Tanegashima dopo una violenta tempesta e lì gli indigeni furono tanto colpiti dalle armi da fuoco europee che presero immediatamente a fabbricarne di proprie su larga scala. Nel 1557 le autorità cinesi permisero ai portoghesi di stabilirsi a Macao previo pagamento annuale, creando un magazzino nel commercio triangolare tra Cina, Giappone ed Europa. Nel 1570 i portoghesi acquistarono un porto giapponese dove fondarono la città di Nagasaki, creando così un centro commerciale che per molti anni fu la porta del Giappone per il mondo ed avviando quello che nella Storia del Giappone è chiamato "Periodo del commercio Nanban" (南蛮貿易 nanban-bōeki?, lett. "commercio con i barbari meridionali").
Il Portogallo stabilì porti commerciali in località remote come Goa, Ormuz, Malacca, Kochi, le isole Molucche, Macao e Nagasaki. Proteggendo il suo commercio dai concorrenti europei e asiatici, il Portogallo ha dominato non solo il commercio tra Asia ed Europa, ma anche gran parte del commercio tra diverse regioni dell'Asia, come India, Indonesia, Cina e Giappone. I missionari gesuiti, come il basco Francesco Saverio, seguirono i portoghesi per diffondere il cristianesimo cattolico romano in Asia con alterne fortune.

### Mappa delle scoperte portoghesi (1415–1543)

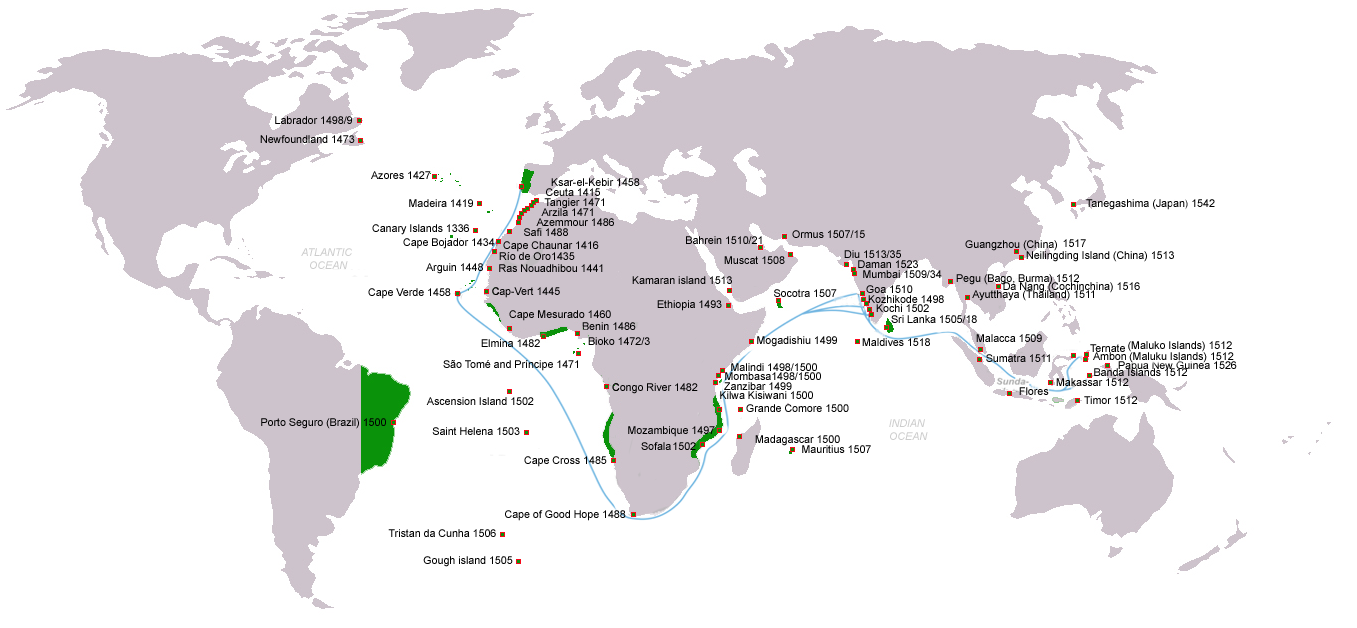
Scoperte geografiche e rotte portoghesi: date e luoghi dei primi sbarchi; Rotta portoghese "delle spezie" per l'Oceano Indiano (blu); Impero portoghese al tempo di Re Giovanni III (c. 1543) (verde)

### Sviluppi
Nella primavera nel 1578, re Sebastiano I del Portogallo decise di rafforzare l'influenza portoghese sul Marocco. Il re s'imbarcò a Belém con una flotta di 800 navi e circa 20.000 uomini. Il 4 agosto schierò le proprie truppe nei pressi di Alcácer-Quibir incurante della grande supremazia di uomini su cui poteva contare il suo rivale Mulay Abd al-Malik, che aveva radunato all'incirca 40.000 cavalieri. La battaglia durò circa 5 ore e nonostante il comportamento eroico dei soldati portoghesi si concluse in una carneficina. Soltanto alcune centinaia di cavalieri portoghesi riuscirono a riparare nelle piazzeforti costiere. Il corpo di re Sebastiano non fu mai trovato. Alla sua morte gli succedette il prozio Enrico I. La scomparsa del giovane re precipitò il suo paese in una profonda crisi dinastica che si concluderà con l'unione della corona portoghese con quella spagnola, la c.d. "Unione iberica" orchestrata da Filippo II di Spagna.
Filippo promise di mantenere gli imperi di Spagna e Portogallo giuridicamente distinti, lasciando l'amministrazione dell'Impero portoghese ai cittadini portoghesi, con un viceré del Portogallo a Lisbona. L'Asburgo fece addirittura trasferire la capitale a Lisbona per un periodo di due anni (1581-83) poiché era la città più importante della penisola iberica. Tutte le colonie portoghesi accettarono il nuovo stato di cose tranne le Azzorre che sostennero Antonio, priore di Crato, un pretendente al trono lusitano sostenuto dalla regina francese Caterina de' Medici in cambio della promessa di cedere il Brasile alla Francia. Le forze spagnole riuscirono infine a catturare le isole nel 1583.
Il confine tracciato a Tordesillas tra i domini spagnoli e quelli portoghesi in Sud America fu sempre più ignorato dai portoghesi, che si spinsero oltre, penetrando nel cuore del Brasile ed espandendo il loro territorio verso ovest. Le missioni esplorative furono condotte sia per iniziativa del governo portoghese sia per iniziativa di privati (i cosiddetti bandeirantes). Queste spedizioni durarono per anni avventurandosi in regioni sconosciute, inizialmente per catturare i nativi e costringerli alla schiavitù, per poi concentrarsi sulla ricerca di miniere d'oro, argento e diamanti. Le reti commerciali dell'Impero spagnolo furono monopolizzate dai mercanti portoghesi che s'arricchirono grazie al commercio delle spezie orientali e alla tratta degli schiavi africani, venduti sui mercati della Nuova Spagna a prezzi maggiori di quelli che si potevano ottenere in Brasile. In Estremo Oriente, Manila fu incorporata nella rete commerciale Macao-Nagasaki, consentendo ai luso-macanesi di agire come agenti commerciali per gli spagnoli filippini e di utilizzare l'argento spagnolo proveniente dalle Americhe nel commercio con la Cina.
L'unione delle corone privò però il Portogallo d'una politica estera indipendente, pertanto i nemici della Spagna diventarono anche i nemici del Portogallo. I rapporti con l'Inghilterra, alleata di Lisbona dal 1386, si deteriorarono all'improvviso; venne persa Ormuz. Gli aiuti inglesi alle ribellioni contro la Spagna garantirono perlomeno la continuazione dell'alleanza. Le guerre contro gli olandesi portarono ad una grave perdita degli empori commerciali in Asia (es. Ceylon), Africa e Sudamerica. Nonostante i portoghesi non furono più in grado di riconquistare l'intera isola di Ceylon, riuscirono a riprendersene la regione costiera. Il Brasile, approfittando della debolezza portoghese nel Seicento, venne parzialmente conquistato dai francesi e, soprattutto, dagli olandesi che, fino alla dissoluzione dell'Unione iberica (1640), colonizzarono grandi porzioni di territorio brasiliano: un'intrusione che sarebbe stata una durevole fonte di preoccupazione per il Portogallo.

## Scienza nautica portoghese
Il succedersi delle spedizioni e l'esperienza maturata dai piloti portarono a un'evoluzione abbastanza rapida della scienza nautica portoghese, dotando il regno d'una élite di astronomi, navigatori, matematici e cartografi. Tra di loro c'era il matematico Pedro Nunes che studiò come determinare la latitudine dalle stelle e João de Castro che fece importanti osservazioni sulla declinazione magnetica lungo il percorso intorno all'Africa.

### Navi

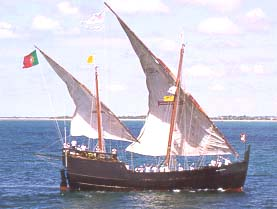
Una caravella latina, la nave introdotta a metà del XV secolo che aiutò i portoghesi nelle loro esplorazioni.

Fino al XV secolo, i portoghesi si limitarono alla navigazione di cabotaggio utilizzando legni "vecchi" come il gozzo e barinello, antiche navi da carico utilizzate nel Mediterraneo. Queste barche erano piccole e fragili, con un solo albero con una vela quadrangolare fissa e non avevano le capacità per superare le difficoltà di navigazione associate all'esplorazione oceanica verso sud, poiché i forti venti, le secche e le forti correnti oceaniche sopraffacevano facilmente le loro capacità. Sono associati alle prime scoperte (Madera, le Azzorre, le Canarie) e alle prime esplorazioni della costa nord-occidentale dell'Africa a sud fino ad Arguim nell'attuale Mauritania.
La nave che ha davvero lanciato la prima fase delle scoperte portoghesi lungo la costa africana è stata la caravella, un legno innovativo, sviluppato dal modello dei pescherecci esistenti. Agile e facile da manovrare, con una stazza da 50 a 160 tonnellate e da 1 a 3 alberi, con vele triangolari latine che permettevano l'orzata. La caravella beneficiava poi d'una maggiore capacità di virare. La limitata capacità di carico e equipaggio della caravella erano i suoi principali svantaggi, ma questi non ne ostacolavano il successo. Tra le famose caravelle ci sono la Berrio che fu la prima nave della Prima Armata d'India (Gama, 1497) a tornare in Portogallo, e la Nossa Senhora da Anunciação che navigò nella Seconda Armata d'India (Cabral, 1500).
Con l'inizio della lunga navigazione oceanica, furono sviluppate anche navi più grandi. "Nau" era letimo arcaico portoghese di qualsiasi grande nave, principalmente navi mercantili. A causa della pirateria che affliggeva le coste, iniziarono ad essere utilizzate nella marina e furono dotate di porte per cannoni, che portarono alla classificazione delle nau secondo la potenza dell'artiglieria di bordo. Furono anche adattati al crescente commercio marittimo: da 200 tonnellate di capacità nel XV secolo a 500 tonnellate dopo, divennero imponenti nel XVI secolo, avendo solitamente due ponti, castelli da combattimento a prua e a poppa, e da due a quattro alberi con vele sovrapposte. Nei viaggi in India nel XVI secolo si usavano anche le caracche, grandi navi mercantili con bordo alto (bordo libero) e tre alberi con vele quadre, che spesso raggiungevano le 2000 tonnellate.

### Navigazione astronomica
Già nel XIII secolo era nota la navigazione astronomica, guidata dalla posizione del sole. Per la navigazione celeste i portoghesi, come altri europei, usavano strumenti di navigazione arabi quali l'astrolabio e il quadrante. Crearono anche il bastone di Giacobbe per misurare in mare l'altezza del sole e di altre stelle. La Croce del Sud divenne un nuovo punto di riferimento dopo che João de Santarém e Pedro Escobar raggiunsero l'emisfero australe nel 1471. L'utilizzo di tale costellazione richiese correzioni, poiché i risultati variavano nel corso dell'anno. Per questo i portoghesi utilizzavano le Effemeridi, preziosi strumenti per la navigazione oceanica che conobbero una notevole diffusione nel XV secolo. Queste tabelle hanno rivoluzionato la navigazione, consentendo ai naviganti di calcolare la loro latitudine. Vasco da Gama e Pedro Álvares Cabral usarono le tavole dell'Almanach Perpetuum dell'astronomo Abraham Zacuto, pubblicate a Leiria nel 1496 insieme al suo astrolabio migliorato.

### Tecnica di navigazione
Oltre all'esplorazione costiera, i portoghesi fecero anche viaggi nell'oceano per raccogliere informazioni meteorologiche e oceanografiche: in questi viaggi furono scoperti gli arcipelaghi di Madera, delle Azzorre e il Mar dei Sargassi. La conoscenza degli schemi dei venti e delle correnti – gli alisei e i vortici oceanici nell'Atlantico, e la determinazione della latitudine hanno portato alla scoperta della migliore rotta oceanica di ritorno dall'Africa: attraversare l'Atlantico centrale fino alla latitudine delle Azzorre, utilizzando il venti e correnti favorevoli permanenti che girano in senso orario nell'emisfero settentrionale a causa della circolazione atmosferica e della forza di Coriolis, facilitando la strada per Lisbona e consentendo così ai portoghesi di avventurarsi sempre più lontano dalla costa, la manovra che divenne nota come "Volta do mar". Nel 1565, l'applicazione di questo principio nell'Oceano Pacifico portò alla scoperta spagnola della rotta commerciale dei Galeoni di Manila tra il Messico e le Filippine.

### Cartografia
Si pensa che Jehuda Cresques, figlio del cartografo catalano Abraham Cresques, sia stato uno dei notevoli cartografi al servizio di Enrico il Navigatore. Tuttavia, la più antica carta nautica portoghese firmata è un portolano realizzato da Pedro Reinel nel 1485 che rappresenta l'Europa occidentale e parti dell'Africa aggiornate alle esplorazioni di Diogo Cão. Reinel fu anche autore della prima carta nautica conosciuta con l'indicazione delle latitudini nel 1504 e della prima rappresentazione di una rosa dei venti. Con suo figlio, il cartografo Jorge Reinel e Lopo Homem, parteciparono alla realizzazione dell'atlante noto come "Atlante Lopo Homem-Reinés" o "Atlante Miller" nel 1519. Erano considerati i migliori cartografi del loro tempo e l'imperatore Carlo V voleva che lavorassero per lui. Nel 1517, re Manuele I del Portogallo consegnò a Lopo Homem una carta che gli concedeva il privilegio di certificare e modificare tutti gli aghi della bussola nelle navi.
La principale carta geografica portoghese, ufficiale e segreta, utilizzata come modello per le carte geografiche e nautiche che si trovavano a bordo di tutte le navi portoghesi durante il XVI secolo era il Padrão Real (lett. "Modello Reale"). La mappa era redatta, aggiornata e resa consultabile a cura dei cartografi della Casa da Índia a Lisbona. Dal 1548 il Padrão fu in gestione al neonato ufficio del Cosmografo-mor, carica inizialmente ricoperta dal matematico Pedro Nunes, e restò in uso sino al 1755. Il famoso Planisfero di Cantino era una copia illegale del Padrão eseguita da un anonimo copista per conto della spia italiana Antonio Cantino al soldo del duca di Ferrara.
Nella terza fase dell'ex cartografia nautica portoghese, caratterizzata dall'abbandono dell'influenza della rappresentazione dell'Oriente di Claudio Tolomeo e da una maggiore accuratezza nella rappresentazione di terre e continenti, spicca Fernão Vaz Dourado (Goa circa 1520-1580), uno dei migliori cartografi del tempo, molti dei cui disegni sono su larga scala.

## Cronologia
- 1147—"Viaggio degli avventurieri": poco prima dell'assedio di Lisbona da parte di Alfonso I del Portogallo, una spedizione musulmana parte alla ricerca delle leggendarie isole al largo. Non furono mai più rivisti.
- 1336—forse la prima spedizione alle Isole Canarie cui fanno seguito, anche se questo è controverso,[69] altre due spedizioni (1340 e 1341).
- 1412—Il principe Enrico il Navigatore ordina le prime spedizioni nella costa africana e nelle Isole Canarie.
- 1415—Conquista di Ceuta (Marocco)
- 1419—João Gonçalves Zarco e Tristão Vaz Teixeira scoprono l'isola di Porto Santo nell'arcipelago di Madera. Gli stessi marinai e Bartolomeu Perestrelo scoprono l'isola di Madera l'anno dopo (1420) che inizia subito ad essere colonizzata.
- 1422—Capo Nao, il limite della navigazione moresca, viene superato mentre viene mappata la costa africana.
- 1427—Diogo de Silves scopre le Azzorre, colonizzate nel 1431 da Gonçalo Velho.
- 1434—Gil Eanes circumnaviga Capo Bojador, distruggendo così le leggende del “Mare Oscuro”. Nel medesimo anno, il compasso a 32 punti sostituisce quello a 12 punti utilizzata sino ad allora.
- 1435—Gil Eanes e Afonso Gonçalves Baldaia scoprono la baia di Garnet (Angra dos Ruivos) e Baldai raggiunse il fiume dell'oro (pt. 'Rio de Ouro').
- 1441—Nuno Tristão raggiunge Capo Bianco.
- 1443—Nuno Tristão penetra nel Golfo di Arguim. Il principe Pietro d'Aviz concede al fratello Enrico il monopolio della navigazione, della guerra e del commercio nelle terre a sud di Capo Bojador.
- 1444—Dinis Dias raggiunge Capo Verde (pt. 'Cabo Verde').
- 1445—Álvaro Fernandes supera Capo Verde e raggiunse Cabo dos Mastros (pt. 'Capo Naze').
- 1446—Álvaro Fernandes raggiunge la parte settentrionale della Guinea portoghese (Guinea-Bissau).
- 1452—Diogo de Teive scopre le isole Flores e Corvo.
- 1455—La bolla papale Romanus Pontifex conferma le esplorazioni portoghesi e dichiara che tutte le terre e le acque a sud di Bojador e Capo Non (pt. 'Cape Chaunar') appartengono ai re del Portogallo.
- 1456—Alvise Da Mosto scopre le prime isole di Capo Verde.
- 1458—Tre promontori scoperti e nominati lungo la Costa del Grano: (Grand Cape Mount, Cape Mesurado e Cape Palmas).
- 1460—morte di Enrico il Navigatore. La sua mappatura sistematica dell'Atlantico ha raggiunto 8° N sulla costa africana e 40° W nell'Atlantico (Mar dei Sargassi) durante la sua vita.
- 1461—Diogo Gomes e António de Noli scoprono altre isole di Capo Verde.
- 1461—Diogo Afonso scopre le isole occidentali del gruppo di Capo Verde.
- 1471—João de Santarém e Pedro Escobar attraversano l'Equatore. Fu così scoperto l'emisfero australe che richiedeva al marinaio di utilizzare una nuova costellazione per guidarli, la Croce del Sud. A questi stessi marinai è attribuita anche la scoperta delle isole di São Tome e Principe.
- 1472—João Vaz Corte-Real e Álvaro Martins Homem raggiungono la Terra di Merluzzo, ora chiamata Terranova.
- 1479—Il trattato di Alcáçovas stabilisce il controllo portoghese delle isole Azzorre, Guinea, El Mina, Madeira e Capo Verde e il controllo castigliano delle Isole Canarie.
- 1482—Diogo Cão raggiunse l'estuario del fiume Congo e vi pose un punto di riferimento. Esplorato 150 km a monte delle cascate Yellala.
- 1483—Cristoforo Colombo chiede a Giovanni II del Portogallo i finanziamenti per una spedizione che raggiunga l'India da ovest. Il Re rifiuta e due anni dopo (1485) Colombo lascia il Portogallo per la Castiglia in cerca di sovvenzioni per il suo progetto.
- 1484—Diogo Cão raggiunge Walvis Bay, a sud della Namibia.
- 1487—Afonso de Paiva e Pêro da Covilhã viaggiano via terra da Lisbona al Medioriente alla ricerca del mitico regno del Prete Gianni (Etiopia).
- 1488—Bartolomeo Diaz, coronando 50 anni di sforzi e spedizioni metodiche, doppia il Capo di Buona Speranza ed entra nell'Oceano Indiano, smentendo la tesi tolemaica secondo cui l'Atlantico e l'Indiano erano separati da una lingua di terra, la c.d. "Montagna piatta".
- 1489/92—I portoghesi viaggiano per l'Atlantico meridionale per mappare i venti.
- 1492—Prima esplorazione dell'Oceano Indiano da parte dei portoghesi e Primo viaggio di Cristoforo Colombo attraverso l'Atlantico.
- 1494—Il Trattato di Tordesillas tra Portogallo e Spagna divise il mondo in due parti, la Spagna rivendicava tutte le terre non cristiane a ovest di una linea nord-sud 370 leghe a ovest delle Azzorre, il Portogallo rivendicava tutte le terre non cristiane a est di quella linea. Intorno a quest'anno le navi vengono per la prima volta dotate di sabordi e vele di gabbia.
- 1495—Viaggio di João Fernandes Lavrador e Pedro Barcelos in Groenlandia. Durante il loro viaggio scoprono il Labrador (pt. 'Lavrador', lett. "contadino")
- 1497—Vasco da Gama parte da Lisbona per l'India, passando per il Capo di Buona Speranza. Raggiunge Calicut il 17 maggio 1498.
- 1498—Duarte Pacheco Pereira esplora l'Atlantico meridionale e la costa sudamericana a nord del Rio delle Amazzoni.
- 1500—Pedro Álvares Cabral scopre il Brasile mentre si reca in India. Gaspar Corte-Real raggiunge per la prima volta la Terranova. Diogo Dias, membro della flotta di Cabral, scopre l'isola di San Lorenzo (attuale Madagascar).
- 1502—Di ritorno dall'India, Vasco da Gama scopre le Isole Amirante (Seychelles). Miguel Corte-Real parte per il New England alla ricerca di suo fratello Gaspar. João da Nova scopre l'isola di Ascensione. Fernão de Noronha scoprì l'isola che porta ancora il suo nome.
- 1503—Al suo ritorno dall'India, Estêvão da Gama scopre l'isola di Sant'Elena.
- 1505—Gonçalo Álvares, parte della flotta del primo viceré portoghese d'India, salpò a sud nell'Atlantico per "congelare l'acqua e persino il vino" scoprendo l'isola Gough. Lourenço de Almeida fece il primo viaggio portoghese a Ceylon (Sri Lanka) e vi stabilì un insediamento.[70]
- 1506—Tristão da Cunha scopre l'isola che porta il suo nome. Marinai portoghesi sbarcano in Madagascar.
- 1509—Diogo Lopes de Sequeira attraversa il Golfo del Bengala e raggiunge Malacca.
- 1511—Duarte Fernandes è il primo europeo a visitare il Regno del Siam (Thailandia), inviato da Afonso de Albuquerque dopo la conquista di Malaca.[47]
- 1511-12—João de Lisboa ed Estevão de Fróis scoprono il "Capo di Santa Maria" (pt. 'Punta Del Este') nel River Plate, esplorando il suo estuario (attuali Uruguay e Argentina), e viaggiando fino al sud del Golfo di San Matias a 42ºS penetrando per 300 km "attorno al Golfo". Christopher de Haro, il finanziere della spedizione insieme a D. Nuno Manuel, porta testimonianza della notizia del "Re Bianco" e del "popolo delle montagne", dell'impero Inca e della "ascia d'argento" (rio do "machado de prata") ottenuto dagli indiani Charrúa e offerto al re Manuele I.[71][72]
- 1512—Antonio de Abreu scopre l'isola di Timor e raggiunge le isole Banda, l'isola di Ambon e Seram. Francisco Serrão raggiunse le Molucche. Pedro Mascarenhasscopre l'isola di Diego Garcia, incontra anche le Mauritius, anche se potrebbe non essere stato il primo a farlo in ragione delle presunte spedizioni di Diogo Dias e Alfonso de Albuquerque nel 1507.
- 1513—Jorge Álvares conduce la prima nave mercantile europea sulle coste della Cina. Rafael Perestrello lo imiti più tardi nello stesso anno.
- 1514-1531—In un quindicennio di esplorazioni, António Fernandes (1514–1515), Sancho de Tovar (dal 1515), Vicente Pegado (1531) ed altri portoghesi raggiungono le rovine del Grande Zimbabwe che i lusitani chiamano 'Impero di Monomotapa'.[73]
- 1517—Fernão Pires de Andrade e Tomé Pires sono scelti da Re Manuele I per raggiungere la Cina e aprire relazioni formali tra il Portogallo e la dinastia Ming della Cina, allora retta dall'imperatore Zhengde.
- 1519-1521—La spedizione di Ferdinando Magellano al servizio del re Carlo V alla ricerca di una rotta verso ovest per le "Isole delle Spezie" (Isole Molucche) divenne la prima spedizione nota a salpare da l'Oceano Atlantico nell'Oceano Pacifico (poi chiamato "mare pacifico" da Magellano; il passaggio essendo effettuato attraverso lo Stretto di Magellano), e il primo ad attraversare il Pacifico. Oltre a Magellano, hanno partecipato al viaggio anche Diogo e Duarte Barbosa, João Serrão, Álvaro de Mesquita (nipote di Magellano), i piloti João Rodrigues de Carvalho e Estêvão Gomes, Henrique di Malacca, tra gli altri. Molti di loro attraversano quasi tutte le longitudini o tutte le longitudini raggiungendo le Filippine, il Borneo e le Molucche, perché avevano precedentemente visitato l'India, Mallacca, l'arcipelago indonesiano o le Molucche (1511-1512), come Ferdinando Magellano nella VII Armada d'India al comando di Francisco de Almeida e nelle spedizioni di Diogo Lopes de Sequeira, Afonso de Albuquerque e altri suoi viaggi, navigando verso est da Lisbona (come Magellano nel 1505), e poi, nel 1521, navigando verso ovest da Siviglia, raggiungendo quella longitudine e regione ancora una volta e poi procedendo ancora più a ovest.
- 1525—Alejo García esplora il Rio de la Plata al servizio della Spagna come membro della spedizione di Juan Díaz de Solís nel 1516. Solís aveva lasciato il Portogallo verso la Castiglia (Spagna) nel 1506 e sarebbe stato finanziato da Christopher de Haro, che aveva servì Manuele I del Portogallo fino al 1516. Servendo Carlo I di Spagna dopo il 1516, Haro credeva che Lisboa e Frois avessero scoperto un'importante rotta nel Nuovo Mondo meridionale verso ovest o uno stretto verso l'Asia due anni prima. Più tardi (al ritorno e dopo un naufragio sulla costa del Brasile), da Santa Catarina, Brasile, e guidando una spedizione di alcuni europei e 2.000 indiani Guaraní, Aleijo Garcia esplorò il Paraguay e la Bolivia utilizzando la rete di sentieri Peabiru. Aleixo Garcia fu il primo europeo ad attraversare il Chaco e riuscì persino a penetrare le difese esterne dell'Impero Inca sulle colline delle Ande (vicino a Sucre), nell'attuale Bolivia. È stato il primo europeo a farlo, otto anni prima di Francisco Pizarro.

- 1525—Diogo da Rocha e il suo pilota Gomes de Sequeira raggiungono Celebes e sono spinti fuori rotta e guidati per trecento leghe in una direzione costantemente verso est e verso Ilhas de Gomes de Sequeira - molto probabilmente l'isola di Palau o Yap (isole Caroline) secondo le note geografiche, la distanza percorsa e la descrizione fisica degli indigeni in Décadas da Ásia di João de Barros, o, secondo la presunta esistenza dell'oro menzionata dagli indigeni, altre descrizioni delle persone e se fossero a sud e ad est in uno o due viaggi di Gomes de Sequeira (secondo le diverse interpretazioni delle Cronache di Barros, Castanheda e Galvão), solleva anche l'ipotesi della Penisola di Capo York (Australia), forse una delle Isole del Principe di Galles. Nella mappa di Gastald un gruppo di isole chiamate 'Insul de gomes des queria' si trova a circa 8 gradi di latitudine sud e nella longitudine del Territorio del Nord dell'Australia. Nella stessa mappa l'isola 'Apem' sembra corrispondere all'isola Adi o alle isole Aru. Le 'Ins des hobres blancos' (it. "Isole degli Uomini Bianchi") corrispondono, per località, alle Aru. Sembrerebbe quindi che le isole di Gomes de Sequeira, le più sudorientali di quelle rappresentate, debbano corrispondere al gruppo di Timor Laut. Nello stesso anno, secondo i viaggi alle Isole Banda menzionati in Décadas da Ásia e secondo i cartografi contemporanei, Martim Afonso de Melo (Jusarte) e Garcia Henriques esplorarono le Isole Tanimbar, l'arcipelago etichettato "aqui invernou Martim Afonso de Melo" e "Aqui in bernon Martin Afonso de melo" (it. "Qui svernò Martin Afonso de Melo") e probabilmente le isole Aru (i due arcipelaghi e il navigatore menzionati nelle mappe di Lázaro Luís, 1563, Bartolomeu Velho, c. 1560, Sebastião Lopes, c. 1565 e anche nella mappa del 1594 delle Indie Orientali intitolata Insulce Molucoe del cartografo olandese Petrus Plancius e nella mappa della Nuova Guinea del 1600).
- 1526—Scoperta della Nuova Guinea da parte di Jorge de Meneses.
- 1528—Diogo Rodrigues esplora le isole Mascarene esplorando e nominando le isole di Réunion, Mauritius e Rodrigues.[74]
- 1529—Il Trattato di Saragozza divide l'emisfero orientale tra Spagna e Portogallo, stabilendo che la linea di demarcazione dovrebbe trovarsi a 297,5 leghe o 17° ad est delle Molucche.
- 1542-43—Fernão Mendes Pinto, António Mota e Francisco Zeimoto raggiungono il Giappone.
- 1542—La costa della California esplorata da João Rodrigues Cabrilho per conto della Spagna.
- 1557—Macao donata al Portogallo dall'imperatore della Cina come ricompensa per i servizi resi contro i pirati che infestavano il Mar Cinese Meridionale.
- 1559—La São Paulo al comando di Rui Melo da Câmara (faceva parte dell'India Armada portoghese comandata da Jorge de Sousa) scoprì l'isola Saint-Paul nell'Oceano Indiano meridionale. L'isola è stata mappata, descritta e dipinta dai membri dell'equipaggio, tra cui il padre Manuel Álvares e il chimico Henrique Dias (Álvares e Dias calcolarono la latitudine corretta 38° sud al momento della scoperta). La São Paulo che trasportava anche donne e salpata dall'Europa aveva fatto scalo in Brasile, sarebbe stato protagonista d'una drammatica e commovente storia di sopravvivenza dopo l'affondamento a sud di Sumatra.
- 1560—Gonçalo da Silveira, missionario gesuita, risale il fiume Zambesi alla ricerca della capitale dell'Impero di Monomotapa, prob. il kraal N'Pande vicino al fiume M'Zingesi, un affluente meridionale dello Zambesi. La raggiunge il 26 dicembre.
- 1586—Antonio da Madalena, un frate cappuccino, fu uno dei primi visitatori occidentali di Angkor (attuale Cambogia).
- 1602-1606—Bento de Góis, missionario gesuita, fu il primo europeo conosciuto a viaggiare via terra dall'India alla Cina, attraverso l'Afghanistan e il Pamir.
- 1606—Pedro Fernandes de Queirós scopre l'isola di Henderson, l'isola di Ducie e le isole in seguito chiamate Nuove Ebridi e ora la nazione di Vanuatu. Queirós sbarcò su una grande isola che considerò parte del continente meridionale e la chiamò La Austrialia del Espiritu Santo (La terra australiana dello Spirito Santo), per il re Filippo III (II), o Australia dello Spirito Santo (pt. Australia do Espírito Santo) del continente meridionale.
- 1626—Estêvão Cacella, missionario gesuita, viaggiò attraverso l'Himalaya e fu il primo europeo ad entrare in Bhutan.[75]
- 1636-1638—Pedro Teixeira salì da Belém do Pará risalendo il Rio delle Amazzoni e raggiunse Quito, in Ecuador, con una spedizione di oltre mille uomini. Così la spedizione di Teixeira divenne la prima a viaggiare simultaneamente su e giù per il Rio delle Amazzoni.
- 1648-1651—António Raposo Tavares con 200 bianchi di San Paolo e oltre mille indiani percorse per oltre 10.000 chilometri (6.200 mi), nella più grande spedizione mai effettuata nelle Americhe, seguendo i corsi dei fiumi, in particolare il fiume Paraguay, alle Ande, al fiume Grande, al fiume Mamoré, al fiume Madeira e al Rio delle Amazzoni. Solo Tavares, 59 bianchi e alcuni indiani hanno raggiunto Belém alla foce del Rio delle Amazzoni.

### Esplicative
1. ↑  Gil Eanes aveva fatto un precedente tentativo di doppiare Capo Bojador nel 1433, fallendo. Ci riprovò su pressioni di Enrico il Navigatore ed ebbe successo.
La scomparsa di numerose navi europee che avevano fatto precedenti tentativi di doppiare Capo Bojador nonostante i suoi mari violenti, aveva portato i marinai medievali a temere la presenza di mostri marini. Premesso questo, il motivo della temibile reputazione di Capo Bojador non è immediatamente comprensibile dalle mappe, ove appare come il punto sud-ovest d'una leggera gobba nella costa, delimitata all'altra estremità dal c.d. "Falso Capo Bojador", dieci miglia nautiche a nord-est. Esaminando un portolano di quest'area, invece, diventa chiaro che la preoccupazione principale risiede nei cambiamenti dei venti che si verificano all'incirca nel punto in cui si passa Capo Bojador durante la navigazione lungo la costa. È qui che i venti iniziano a soffiare forte da nord-est in tutte le stagioni. Insieme al mezzo nodo della corrente lungo la costa, queste condizioni avrebbero naturalmente allarmato un marinaio medievale abituato a navigare vicino alla terra e privo d'esperienza di navigazione in mare aperto. Alla fine si scoprì che navigando in alto mare, lontano dalla vista della terraferma, si poteva prendere un vento più favorevole (c.d. Volta do mar) - v.si Boxer 1969, pp. 25-26.
2. ↑  Prima ancora di utilizzare gli schiavi africani nelle Americhe, i portoghesi presero a catturare schiavi lungo le coste africane (o a comprarli dai potentati africani che usavano vendere i loro prigionieri di guerra) per poi rivenderli nel Mediterraneo (Thornton 1998, pp. 29-31) ed entro il 1494 aveva stretto patti con i sovrani dell'Africa occidentale per garantirsi un pacifico e regolare afflusso di schiavi (Thornton 1998, p. 38). Il Portogallo godette di un monopolio sulla tratta atlantica degli schiavi per oltre un secolo, esportando circa 800 schiavi all'anno. La maggior parte fu portata a Lisbona dove si stima che gli africani siano arrivati a costituire il 10% della popolazione (Anderson 2000, p. 55).
3. ↑  Mentre passava il capo, Diaz fu travolto da una tempesta che lo spinse verso est, portandolo all'approdo nella zona dell'odierna Mossel Bay. Per questo motivo Diaz coniò il nome "Cabo das Tormentas" (it. "Capo delle Tempeste") per il toponimo. Fu Re Giovanni II a ribattezzarlo "Cabo da Boa Esperança" con riferimento alle interessanti prospettive commerciali che nascevano dalla sua scoperta. Il nome dato da Diaz era forse più appropriato, dato che lo scontro di correnti provenienti dall'Oceano Indiano e dall'Oceano Atlantico in questa zona rende le acque particolarmente pericolose per la navigazione.
4. ↑  
«[…] que se trace e assinale pelo dito mar Oceano uma raia ou linha directa de pólo a pólo; convém a saber, do pólo Ártico ao pólo Antártico, que é de norte a sul, a qual raia ou linha e sinal se tenha de dar e dê direita, como dito é, a trezentas e setenta léguas das ilhas de Cabo Verde em direcção à parte do poente, por graus ou por outra maneira, que melhor e mais rapidamente se possa efectuar contanto que não seja dado mais. E que tudo o que até aqui tenha achado e descoberto, e daqui em diante se achar e descobrir pelo dito senhor rei de Portugal e por seus navios, tanto ilhas como terra firme desde a dita raia e linha dada na forma supracitada indo pela dita parte do levante dentro da dita raia para a parte do levante ou do norte ou do sul dele, contanto que não seja atravessando a dita raia, que tudo seja, e fique e pertença ao dito senhor rei de Portugal e aos seus sucessores, para sempre. E que todo o mais, assim ilhas como terra firme, conhecidas e por conhecer, descobertas e por descobrir, que estão ou forem encontrados pelos ditos senhores rei e rainha de Castela, de Aragão etc., e por seus navios, desde a dita raia dada na forma supra indicada indo pela dita parte de poente, depois de passada a dita raia em direcção ao poente ou ao norte-sul dela, que tudo seja e fique, e pertença, aos ditos senhores rei e rainha de Castela, de Leão etc. e aos seus sucessores, para sempr»
(Trattato di Tordesillas (1494))

### Bibliografiche
1. ↑  Livermore 1969, p. 76.
2. ↑  (EN) Oliveira Marques AR : de e Andre V, Daily Life in Portugal in the Late Middle Ages, Univ of Wisconsin Press, 1971,  p. 9, ISBN 0-299-05584-1.
3. ↑  Diffie 1977, p. 210.
4. ↑  Newitt 2005, p. 9.
5. ↑  (EN) Butel P, The Atlantic, in Seas in history, Routledge, 1999,  p. 36, ISBN 0-415-10690-7.
6. ↑  (EN)  Reali del Portogallo
7. ↑  Livermore 1969, p. 108.
8. ↑   Filesi T, Esordi del colonialismo e azione della Chiesa, in Africa: Rivista trimestrale di studi e documentazione dell'Istituto italiano per l'Africa e l'Oriente, n. 2, giugno 1965,  pp. 143-162.
9. ↑  Diffie 1977, p. 56.
10. ↑  Livermore 1969, p. 109.
11. ↑  Diffie 1977, pp. 57-58.
12. ↑  Diffie 1977, p. 60.
13. ↑  (PT) Álvares FJ, Tratado da vida e dos feitos do muito vertuoso Senhor Infante D. Fernando, Coimbra, 1577  [1527 (composizione c. 1460)]. ed. Fr. Jeronimo dos Ramos [a cura di], Chronica dos feytos, vida, e morte do infante santo D. Fernando, que morreo em Fez, Lisbona, 1730, M. Rodrigues
14. ↑  Anderson 2000, p. 50.
15. ↑  Boxer 1969, p. 19.
16. ↑  Diffie 1977, p. 68.
17. ↑  (DE) Daus R, Die Erfindung des Kolonialismus, Peter Hammer Verlag, 1983,  p. 3, ISBN 3-87294-202-6.
18. ↑  Boxer 1969, p. 29.
19. ↑  Russell-Wood 1998, p. 9.
20. ↑  (EN) Thorn R, Discoveries After Prince Henry, su thornr.demon.co.uk. URL consultato il 24 dicembre 2006 (archiviato dall'url originale l'8 luglio 2006).
21. ↑  (PT) Semedo JdM, O Contrato de Fernão Gomes, su marinha.pt. URL consultato il 21 ottobre 2021 (archiviato dall'url originale il 3 dicembre 2013).
22. 1 2  (EN) Castelo de Elmina, su ghanatourism.gov.gh, Governo del Gana. URL consultato il 24 dicembre 2006 (archiviato dall'url originale il 9 ottobre 2006).
23. ↑  Diffie 1977, p. 156.
24. ↑  Anderson 2000, p. 59.
25. ↑  Newitt 2005, p. 47.
26. ↑  Diffie 1977, p. 174.
27. ↑  Diffie 1977, p. 176.
28. ↑  Boxer 1969, p. 36.
29. ↑  Subrahmanyam 1997, p. 55.
30. ↑  Scammell 1997, p. 13.
31. ↑  McAlister 1984, p. 75.
32. ↑  McAlister 1984, p. 76.
33. ↑  (EN) Captaincies-General: The Structure of Governance in Colonial Brazil | Brazil: Five Centuries of Change, su library.brown.edu.
34. ↑  (EN) Thornton J, Africa and Africans in the Making of the Atlantic World, 1400-1800, Cambridge University Press, 1998.
35. ↑  McAlister 1984.
36. ↑  (EN) Bethencourt F e Curto DR, Portuguese Oceanic Expansion, 1400–1800, Cambridge University Press, 2007,  p. 142, ISBN 978-0-521-84644-8.
37. ↑  (EN) St. Francis Church, su holidaysinkerala.org.uk, Wonderful Kerala. URL consultato il 21 febbraio 2008.
38. ↑  (EN) Ayub A (a cura di), Kerala: Maps & More, Fort Kochi, Bangalore, Stark World Publishing, 2006,  pp. 20–24, ISBN 81-902505-2-3.
39. ↑  (EN) European Encroachment and Dominance:The Portuguese, in Sri Lanka: A Country Study. URL consultato il 2 dicembre 2006.
40. ↑  Diffie 1977, pp. 233-235.
41. ↑  (EN) Macmillan A, Mauritius Illustrated, Educa Books, Facsimile edition, 2000,  p. 11, ISBN 0-313-31106-4.
42. ↑  Disney 2009b, pp. 128-129.
43. ↑  Disney 2009b, p. 130.
44. ↑  (EN) De Souza TR, Goa Through the Ages: An Economic History, Goa University publication series, vol. 6,  p. 220, ISBN 81-7022-226-5.
45. ↑  (EN) Indo-Portuguese Issues, su rbi.org.in.
46. ↑  (EN) Ricklefs MC, A History of Modern Indonesia Since c. 1300, 2ª ed., MacMillan, 1991,  p. 23, ISBN 0-333-57689-6.
47. 1 2  (EN) Lach DF e Van Kley EJ, Asia in the Making of Europe, University of Chicago Press, 1994,  pp. 520-521, ISBN 0-226-46731-7.
48. ↑  (EN) Cole J, Sacred Space and Holy War, IB Tauris, 2007,  p. 37, ISBN 978-1-86064-736-9.
49. ↑  (EN) Singh S, India, Lonely Planet, 2003,  p. 726, ISBN 1-74059-421-5.
50. ↑  (EN) Pacey A, Technology in world civilization: a thousand-year history, MIT Press, 1990, ISBN 0-262-66072-5.
51. ↑  (EN) Takekoshi Y, The Economic Aspects of the History of the Civilization of Japan, Routledge, 2004, ISBN 0-415-32379-7.
52. ↑   Martina G, La Chiesa nell'età della Riforma, Brescia, Morcelliana, 1993  [1988],  pp. 332-360, ISBN 978-88-372-1509-5, SBN RAV0232730.
53. ↑  Livermore 1969, pp. 263-267.
54. ↑  Anderson 2000, pp. 104-105.
55. ↑  (PT) Taunay AE, História geral das bandeiras paulistas, San Paolo (Brasile), Typ. Ideal, 1924-1950.
56. ↑  Boxer 1969, p. 386.
57. ↑  Anderson 2000, p. 105.
58. ↑  (EN) Boxer CR, The Dutch in Brazil, 1624-1654, Oxford, The Clarendon press, 1957, ISBN 0-208-01338-5.
59. ↑  Navegações Portuguesas, Barca
60. ↑  (EN) Culver HB, The Book of Old Ships: And Something of Their Evolution and Romance, Garden City Publishing Company, Inc, 1924,  pp. 16-23.
61. ↑  (EN) Smith RC, Vanguard of the Empire: ships of Exploration in the Age of Columbus, New York City, Oxford University Press, 1993,  pp. 37-42.
62. ↑  Navegações Portuguesas, Caravela
63. ↑  Navegações Portuguesas, Nau
64. ↑  (EN) Early Navigational Instruments. URL consultato il 19 novembre 2021 (archiviato dall'url originale l'8 agosto 2011).
65. ↑  (EN) Willoz-Egnor J, Cross-Staff.
66. ↑  (EN) Mindel N, Rabbi Abraham Zacuto (1450–1515), su chabad.org.
67. ↑  (PT) Alfredo Pinheiro Marques, Origem e desenvolvimento da cartografia portuguesa na época dos Descobrimentos, Impr. Nacional-Casa da Moeda, 1987.
68. ↑  (EN) Jorge N. Rodrigues, Tessaleno C. Devezas, Pioneers of Globalization: Why the Portuguese Surprised the World, Centro Atlantico, 1º dicembre 2007,  pp. 175--179, ISBN 9789896150563.
69. ↑  Diffie 1977, p. 28.
70. ↑  (EN) Ferguson D, The Discovery of Ceylon by the Portuguese in 1506, in Journal of the Ceylon Branch of the Royal Asiatic Society, vol. 19, n. 59, 1907,  pp. 284-400.
71. ↑  (DE) Newen Zeytung auss Presillg Landt (PDF), su biblio.wdfiles.com.
72. ↑  (EN) Bethell L, The Cambridge History of Latin America, Volume 1, Colonial Latin America, Cambridge University Press, 1984,  p. 257.
73. ↑   The Pioneer Head (PDF), in Rhodesiana, vol. 19, The Rhodesian Society, 1968.
74. ↑  (EN) Fonseca JD da, Historical and Archaeological Sketch of the City of Goa, Bombay, Thacker, 1986  [1878],  pp. 47-48, ISBN 81-206-0207-2..
75. ↑  (EN) Father Estevao Cacella's report on Bhutan in 1627 (PDF), su digitalhimalaya.com. URL consultato il 22 ottobre 2021 (archiviato dall'url originale il 29 agosto 2008).